# Kang Kyung-min
Kang Kyung-min (født 8. november 1996) er en kvindelig sydkoreansk håndboldspiller som spiller for Gwangju Metropolitan City Corporation og Sydkoreas kvindehåndboldlandshold.
Hun repræsenterede Sydkorea, under Sommer-OL 2020 i Tokyo.
Hun blev kåret til den bedste spiller i Handball League Korea (Sydkoreanske kvindeliga), i sæsonen 2019/20 og 2020/21.